# Fabien Eboussi Boulaga
Fabien Eboussi Boulaga (Bafia, 17 gennaio 1934 – Yaoundé, 13 ottobre 2018) è stato un filosofo camerunese.

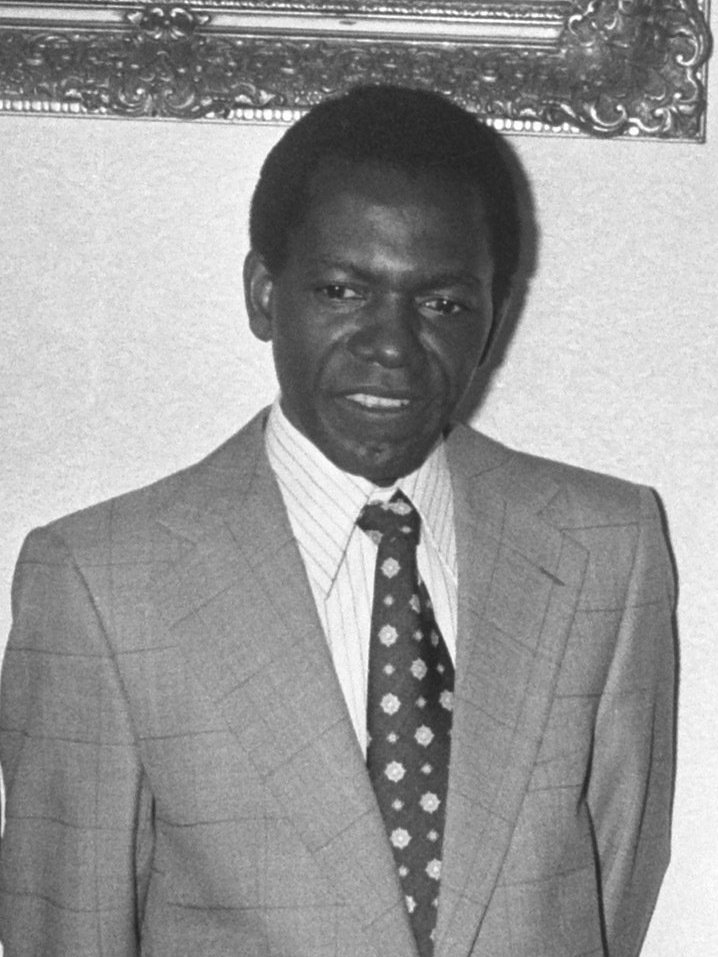
Eboussi (1974)

Ex gesuita, ha contribuito in particolare allo sviluppo di una teologia cristiana africana.

## Biografia
Fabien Eboussi Boulaga fece i suoi studi secondari nel seminario minore di Akono, nel sud del Camerun, prima di entrare nel noviziato gesuita nel 1955. Fu ordinato sacerdote nel 1969, a 35 anni, e fece la sua professione solenne nella Compagnia di Gesù nel 1973, a 39 anni. 
Molto presto, alcune considerazioni filosofico-teologiche sulla necessità di africanizzare la fede e la pratica religiosa cristiana causano alcune controversie. Così è successo quando è stato pubblicato il suo libro Bantou problématique  (nel 1968). Il suo appello alla partenza dei missionari bianchi, in particolare in La démission, nel 1974, provocò forti reazioni negli ambienti ecclesiastici. Tre anni dopo pubblica La Crise du Muntu che prende in esame le questioni di autenticità e tradizione molto popolari negli anni '70. 
Nel 1980, decide di lasciare l'Ordine dei Gesuiti e chiede il suo ritorno allo stato secolare; questa distacco dalla vita sacerdotale e religiosa giunse dopo una riflessione matura e profonda: infatti Eboussi affermò di aver "perso la fede" già nel 1969. Un anno dopo pubblica Christianisme sans fétiche, una critica delle pretese dogmatiche e metafisiche del cattolicesimo nel contesto coloniale. Titolare di una licenza teologica ottenuta presso l'Istituto Cattolico di Lione, dottore in filosofia ed in seguito in lettere, insegnò ad Abidjan, poi fu professore all'Università di Yaoundé . 
Negli anni '80 entra a far parte delle associazioni per i diritti umani. Pubblica opere, prima sulla teologia, poi sulla politica. Nel 1994, è stato nominato professore presso l'Istituto Cattolico di Yaoundé.

## Scritti
- La crise du Muntu, Authenticité africaine et philosophie, Présence africaine, Parigi, 1977 et 1997.  Traduzione italiana , 'Autenticità africana e filosofia. La crisi del Muntu: intelligenza, responsabilità, liberazione, Marinotti, 2007.
- Christianisme sans fétiche, Présence africaine, Parigi, 1981.
- A contretemps, L’enjeu de Dieu en Afrique, Karthala, Parigi 1992.
- Les conférences nationales en Afrique, Une affaire à suivre, Karthala, Parigi, 1993.
- La démocratie de transit au Cameroun, L'Harmattan, Parigi, 1997.
- Lignes de résistance, Éditions CLE, Yaoundé, 1999.
- Christianity without fetishes, Orbis, New York, 1985.
- Christianity without fetishes, Lit Verlag, Germania, 2002
- Le génocide rwandais - Les interrogations des intellectuels africains, (Sous dir.), Éditions CLE, Yaoundé, 2006.
- La dialectique de la foi et de la raison (Sous la direction), éditions terroirs, Yaoundé, 319 pagine, 2007.
- L'Affaire de la philosophie africaine. Au-delà des querelles, Karthala-éditions terroirs, Parigi-Yaoundé, 2011.